# La donna delle meraviglie
La donna delle meraviglie è un film del 1985 diretto da Alberto Bevilacqua, tratto dal omonimo romanzo dello stesso regista, in concorso al Festival di Venezia.

## Trama
Alberto, un uomo di mezz'età, è un prolifico scrittore di meritata fama, che sta attraversando una crisi esistenziale. Ha un'ex moglie, alla quale vuole molto bene, un'ex amante, e un paio di figli che non vede mai. Si sente perseguitato (ma allo stesso tempo anche affascinato) da una voce di donna misteriosa che diventa la sua ossessione e lo fa riflettere sulla sua vita. La donna è in realtà un viaggio a ritroso nel proprio "Io".